# Prilliga patrullen
Prilliga patrullen (engelska: The Midnight Patrol) är en amerikansk komedifilm med Helan och Halvan från 1933 regisserad av Lloyd French.

## Handling
Helan och Halvan jobbar som poliser. De får larm om att ett inbrott har skett och åker till den plats som de tror är rätt. Där finner de en man som försöker ta sig in i ett hus. Helan och Halvan arresterar honom, men när de kommer till polisstationen visar det sig att "tjuven" är polischefen som blivit utelåst från sitt eget hus.

## Om filmen
När filmen hade Sverigepremiär gick den under titeln Prilliga patrullen. Alternativa titlar till filmen är Sällsamma äventyr, Midnattspatrullen och Helan och Halvan som radiopoliser.
Filmen finns utgiven på DVD och Blu-ray.

## Rollista (i urval)
- Stan Laurel – Stan (Halvan)
- Oliver Hardy – Ollie (Helan)
- Frank Brownlee – polischefen Ramsbottom
- Tiny Sandford – polis
- Eddie Dunn – polis
- James C. Morton – polis
- Bob Kortman – däcktjuv
- Charlie Hall – däcktjuvens medhjälpare
- Harry Bernard – fängelsebesökare
- Billy Bletcher – röst i polisradion (endast röst)[1]